# Guide touristique
Pour le métier, voir Guide culturel.

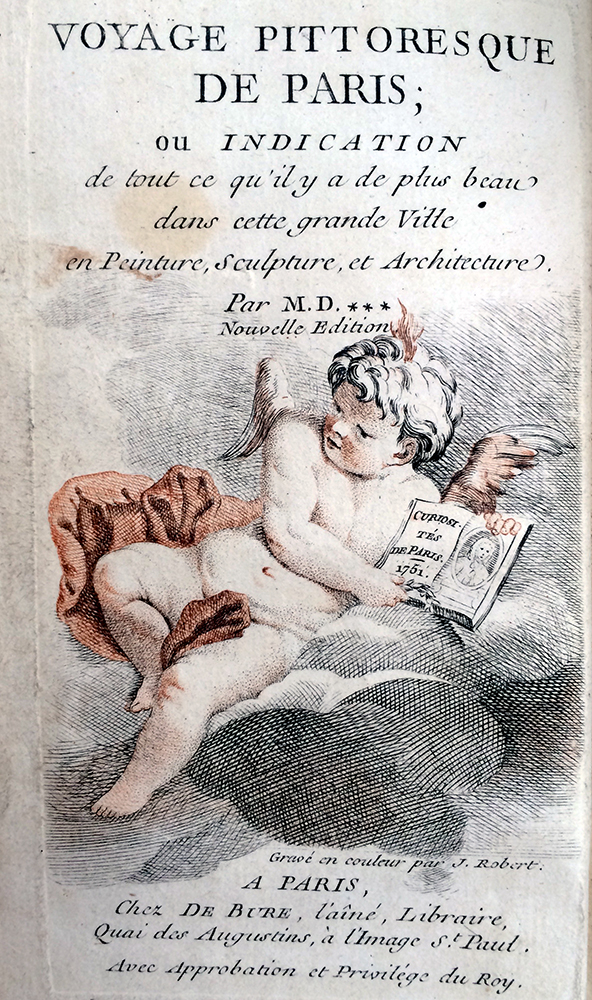
Voyage pittoresque de Paris - 1752

Un guide touristique ou guide de voyage est un type de livre contenant des informations sur un lieu donné, qui peuvent être d'ordre pratique autant que culturel et historique, à l'usage des touristes.

## Éditions papier
Des récits et descriptions d'itinéraires de pèlerinages ont existé au Moyen Âge, et ont constitué de petits livres imprimés au XVe et XVIe siècles. Mais les premiers guides touristiques, tels que nous les connaissons aujourd'hui, sont apparus au début du XIXe siècle, en Angleterre et en Allemagne : guide Reichard à partir de 1784, guide Rheinreise en 1828 de Karl Baedeker (1801-1859), guides Murray de 1836 à 1901. Un colloque universitaire, en 1998, a entrepris une recension de la production des guides imprimés du XVIe au XXe siècle.
En France, un abrégé du Guide Reichard paraît dès 1803, et des éditions remaniées sont publiées à plusieurs reprises les années suivantes. À leur suite, Jean-Marie-Vincent Audin, est un auteur de guides à partir de 1823. Il publie en 1828-1829, sous le pseudonyme de J.-B. Richard, un Guide classique du voyageur en Europe très inspiré de Reichard. Cette maison lance ensuite la première grande collection de guides touristiques en français, les Guides Joanne en 1854, ils comportent une importante cartographie du pays et de très nombreux plans de la ville, qui deviennent après la Première Guerre mondiale les Guides bleus collection toujours existante. Ces guides Richard sont rachetés en 1855 par Hachette.
La concurrence a du mal à trouver sa place en France, face à ces éditions de la maison Hachette. Napoléon Chaix lance des Guides du voyageur, qui ne peuvent perdurer. Idem pour les guides Garnier, ou les guides Conty. Ces guides Conty contiennent dans une poche de la couverture un livret rose, permettant au lecteur de noter des observations et de les remonter à l'éditeur. Les guides Murray sont l'équivalent en Grande-Bretagne des guides du voyageur de la maison Hachette en France. En Allemagne, les éditions créées par Karl Baedeker ont une diffusion plus significative encore car elles sont diffusées en plusieurs langues. En 1902, Claudius Madrolle publie un guide Indo-Chine, Indes, Siam premier guide de la Collection des Guides Madrolle (1902-1939).
L'usage de plus en plus généralisé des automobiles introduit un changement profond des itinéraires et favorise le développement du tourisme. Ceci incite Michelin à devenir éditeur de cartes et de guides touristiques. Ses Guides verts, apparus après la Première Guerre mondiale, sont toujours édités. Ils s'adressent à un public plus large que les guides bleus, accompagnent le développement d'un tourisme de masse, proposent des boucles pour découvrir une région à partir d'un point, et évoluent : format moins allongé, illustration en couleurs plus importante (comme ses concurrents), rédaction plus vivante, type « magazine ». Il s'agit, après les Guides bleus, de la collection de guides français la plus ancienne, car née en 1926. Elle est toujours présente, avec un catalogue étoffé qui veut relever le défi d'internet et défend au début du XXIe siècle la formule du guide de voyage sur papier, bien que des versions pour smartphones soient introduites dans les années 2010.
Avec le développement du tourisme à partir des années 1950 naissent de nombreuses collections de guides, qui connaissent un développement, mais ne survivent pas durablement, telles que les Guides Odé, les Guides Nagel, ou les guides du livre de poche. D'autres guides faisant plus ou moins place à des sélections d'hôtels et de restaurants, apparaissent dans les années 1970. Certains accueillent de la publicité, sollicitée éventuellement auprès des institutionnels (comités de tourisme, offices de tourisme), ce qui ne pousse pas à la critique. Plusieurs collections de guides ont une place importante sur les rayons voyages des librairies; certains concurrençant plus ou moins les guides bleus, tels les Guides Fodor, d'autres jouant précocement l'illustration, au début des années 1970, comme les Guides Aujourd'hui du groupe Jeune Afrique-éditions du Jaguar, traduits pour la plupart en plusieurs langues (régions de France, pays d'Europe, Afrique).
Le Guide du routard est lancé en 1973, la même année que l'australien Lonely Planet, et incorpore la maison Hachette en 1975. Il s'adapte à l'évolution de sa clientèle, en principe jeune, pas très fortunée et curieuse, et garde une place importante,.
Pierre Marchand, qui avait fondé le département Jeunesse de Gallimard et lancé la collection Découvertes, s'est intéressé aux guides touristiques, en s'inspirant quelque peu d'exemples américains. Actuellement Gallimard Loisirs est très présent avec Géoguide, Géoguide Coups de coeur , Carto, Cartoville, Encyclopédie du Voyage, Bibliothèque du Voyageur.
Nathan, avant de se recentrer sur le scolaire, joue un temps la carte de guides culturels  illustrés (Guides couleurs Delpal), dont certains sont réédités sous label Minerva. Des éditeurs régionaux publient également des guides, à l'exemple d'Alsatia, d'Aubanel et d'Édisud. Les ouvrages paraissant sous label Ouest-France ont depuis longtemps dépassé les limites de l'ouest de la France. DNA, Le Dauphiné et Sud-Ouest se sont également lancés.
Les guides Lonely Planet sont lancés en 1973. Autrefois réservés aux Anglophones, ils sont de plus en plus souvent traduits, de même que les guides Let's Go (Dakota éditions) écrits à l'origine par l'Agence des étudiants d'Harvard.
Le coût des mises à jour est considérable. Il explique l'échec final de collections dont les titres se vendaient bien, mais dont le succès ne permettait pas de financer des actualisations sérieuses. Un guide bien conçu et documenté peut « tenir » plusieurs années, sauf grands bouleversements politiques dans les pays décrits, mais les variations des prix imprudemment signalés avec précision, les changements de numéros d'appel téléphonique, de libellés de sites électroniques, etc., les font vite vieillir — et la navigation sur le net permet des vérifications avant même d'être sur place.
Les guides (topoguide)  de la FFrandonnée (éditeur de guide depuis 1951) avec une cartographie IGN est aujourd'hui le premier éditeur de guide touristique de randonnées en France et collabore de manière érgulière avec de nombreux autres éditeurs sur des ouvrages de randonnées et de récit de randonnées. Il fait partie des rares éditeurs (de par sa composition de collections uniquement sur des destinations française) à ne pas avoir eu un impact négatif  avec la crise Covid-19.

## Rôle
Les guides construisent l’espace avec des itinéraires à partir desquels les visiteurs développeront leurs propres pratiques spatiales d’une manière plus ou moins fidèle à celle proposée. Une fois les itinéraires indiqués réalisés et les points de repère correspondants visités, les touristes reviendront de leur destination chargés d'images photographiques qui reproduiront celles contenues dans les guides. Les textes répondent à la prétention de présenter la ville dans sa totalité et aspirent à faire en sorte que cette image globale perdure, dans la mesure où ils sont des instruments de production et de reproduction d'images qui conditionneront la décision, l'évaluation, les attentes et le comportement du touriste puisqu'ils créent des idées préconçues sur la destination. Les récits des guides situent, signifient et contextualisent sémantiquement la destination, et une relation dialectique entre objets et sujets se produit, traversée par de nombreuses médiations et expériences. Les concepts figurant dans les textes permettent de repositionner la ville sur le plan discursif pour générer des pratiques touristiques. Ce qui est photogéniquement touristique se limite à une représentation de la métropole où le contenant prime et non le contenu, où les stéréotypes et les clichés anciens et nouveaux se renforcent et où les identités partielles qui façonnent l’identité spatiale de la ville sont reconcentrées. Le résultat est efficace puisqu’un imaginaire urbain se construit, qui fonctionne comme un journal des désirs, des mouvements, du temps et de la consommation ; un imaginaire présenté de telle sorte que les transformations d'un lieu survenues dans l'espace et le temps sont montrées et justifiées, en introduisant des anciens et nouveaux actifs générés. Les guides cataloguent et inventorient, ils enregistrent, hiérarchisent et sélectionnent ce qu’il faut voir et comment il faut le voir, ce qui permet d’entrevoir de nouveaux référents et d’observer les ponts tracés entre le passé et le présent.
Le comportement du touriste est ce qui établit progressivement que certains lieux soient transformés en attractions touristiques à partir de certains signes,. Dans ce processus, le touriste, une vue et ses marqueurs interagissent, car l'attraction touristique est « une relation empirique entre le touriste, une vue et un marqueur (une information empirique sur la vue) ». Une fois qu’un lieu a été valorisé à partir des expériences qu’il délivre aux visiteurs, il finit par devenir une attraction. Ainsi, autour de ces attractions se succèdent des rituels de comportement et de sacralisation des visites touristiques, générant des espaces sociaux et culturels qui donnent vie à de véritables « districts touristiques » où se déroulent la vie sociale et l'expérience du touriste, une expérience nouvelle fruit de la modernité.
La transformation en clichés, le processus par lequel se produit dans l'imaginaire la construction des clichés, fonctionne comme une médiation culturelle entre les contextes culturels d'origine et d'arrivée du visiteur, de sorte qu'elle aide le touriste à reconnaître ou à identifier l'objet ou le lieu qui est décrit. Les clichés remplissent ainsi le rôle de culturèmes (en), compris comme « notions spécifico-culturelles d'un pays ou d'un milieu culturel » et « unités sémiotiques contenant des idées de caractère culturel avec lesquelles un texte est orné et également autour desquelles il est possible de construire des discours »,.

## Éditions électroniques
De nouvelles formes de guides de voyage entièrement numériques voient aussi le jour, sous forme de guides collaboratifs en ligne construit sur le principe du Web 2.0, d'audioguides ou de guides pour appareils mobiles ou GPS. L'apparition des guides de voyage électroniques a engendré deux courants en termes de contenu: le contenu provenant "d'experts" (éditions en ligne des guides papier traditionnels ou spécialistes du voyage) et le contenu généré par les utilisateurs (notes, avis, articles). On peut penser entre autres à TripAdvisor ou encore à Lonely Planet.

## Éditeurs de guides touristiques
(décembre 2018).

### Éditions papier
- Guide Baedeker (1846-1920)
- Guides Joanne (1854-1919)
- Guide Diamant (1877-1939)
- Guide Pol (1896-1970)
- Guides Michelin (depuis 1900), Voyager Pratique (2005-2010), Escapade à (1996-2000), En un coup d'œil , Carnets, Patrimoine
- Guides Madrolle (1902-1939)
- Guides bleus (depuis 1919) et Carnets des Guides Bleus (Hachette) (depuis 2017)
- Guides Verts (depuis 1926) et Week-End (Michelin) (depuis 2009)
- Guides Odé (1943-1965)
- Guides Nagel (1951-1983)
- Guides du Petit Paumé (depuis 1968)
- Guides du Routard (depuis 1973) et Routard Express (Hachette) (depuis 2013)
- Les Guides du Livre de Poche (1974-1977)
- Guides Berlitz (depuis 1976)
- Guides du Petit Futé (depuis 1976),  Country Guide (depuis 1992), Le Guide qui va à l'Essentiel Carnets de Voyage (depuis 2010), City Trip (depuis 2010)
- Guides Gallimard Loisirs : Carto (depuis 2003), Cartoville (depuis 2000), Spiral (2001-2004), Aller & Retour (1997-2002), Géoguide (depuis 2006), Géoguides Coup de Cœur (depuis 2017), Mode d'Emploi (2001-2016), Encyclopédies du Voyage (depuis 1992), Bibliothèque du Voyageur (depuis 1988)
- Guides Lonely Planet et En Quelques Jours (depuis 1993)
- Guides Ulysse (depuis 1994)
- Guides Voir (Hachette) (depuis 1996)
- Guides Un Grand Week-End (Hachette) (depuis 1997)
- Guides National Géographic (depuis 2002)
- Guides Mondéos et BaLaDO (depuis 2002)
- Guides Top 10 (Hachette) (depuis 2003)
- Guides Évasion (Hachette) (depuis 2006)
- Guide Simplissime (depuis 2019)
- Guides Dakota
- Topoguides FFRandonnée (GR, PR et GR de Pays)
- Topoguides IGN
- Guides Let's Go
- Guides Balado (Michelin)
- Guides Jonglez (Michelin)
- Guides du Reader's Digest
- Guides Géobook
- Guides Autrement
- Guides Peuples du Monde
- Guides Vigot
- Guides Tao
- Guides Graines de Voyageurs
- Guides Les Pintades
- Guides Place des Victoires
- Guides Marcus
- Guides Parigramme et Les Beaux Jours
- Guides et Topoguides Glénat
- Guides Bonneton
- Guides Liana Levi  L'Autre Guide
- Guides Librio
- Guides Phaidon
- Guides JPM
- Guides Olizane
- Guides Cérès
- Guides Minerva
- Guides Lanoo
- Guides First
- Guides Gremese Last Minute
- Guides Ouest-France
- Guides Le Press Book
- Guides Sud-Ouest
- Guides DNA
- Guides Le Dauphiné
- Guides Chti
- Guides Itinéraires des Editions du Patrimoine
- Guides Parcours du Patrimoine de Lieux Dits Editions
- Guides de Charme Rivages
- Guides Départ Immédiat
- Guides Objectif Nature Arthaud
- Guides du Touring Club Italiano
- Guides Bonechi
- Guides De Agostini
- Guides Condé-Nast
- Guides Nelles
- Guides DK
- Guides Rough
- Guides Bradt
- Guides Insight Guides
- Guides Footprint Handbooks
- Guides Fodor's
- Guides Moon Travel Guides
- Guides Frommer's
- Guides Murray
- Guides Little Book Room

### Éditions électroniques
- Lonely Planet
- Insight Guides
- Tripadvisor
- Wikitravel
- Wikivoyage
- Guide Vert Michelin
- So! Michelin
- Guide du Routard
- Petit Futé
- Chti
- Smartcitys de Gallimard Loisirs
- Le Press Book
- Guide Evasion
- Second Guide
- Desticity
- Holiday International
- Tao
- Graines de Voyageurs
- Les Pintades
- Shrimadindia

## En France
L'édition touristique : ce sont 1 150 ouvrages publiés en 2000 par l'édition francophone, principalement des guides de voyages[réf. nécessaire].
Le marché français est concentré, dominé par le trio Hachette Tourisme - Michelin Travel Partner - Gallimard Loisirs, qui à eux seuls représentent environ 60 % du marché[réf. nécessaire] - mais des éditeurs de taille plus modeste se taillent de plus en plus des parts considérables, par exemple Lonely Planet ou Petit Futé, avec en 2000 une production de 300 titres; d'autres éditeurs anglo-saxons ont des éditions francophones, comme National Geographic, AA Travel Guides, Sélection du Reader's Digest et Berlitz; sans oublier les petits, moyens ou grands éditeurs francophones, comme Mondéos, Dakota, Bonneton, Marcus, Editions du Patrimoine, First, Flammarion, Géo, JPM, Minerva, Place des Victoires, etc. Certains guides accueillent de la publicité, présentée clairement en tant que telle.
L'édition touristique se caractérise également par une production de niche :
- Rivages : avec les destinations de charme (un profil de clientèle);
- Autrement : approche littéraire des destinations, à travers le regard d'écrivains, (un profil d'écriture);
- Parigramme : plus de 100 titres consacrés exclusivement à Paris, notamment avec la collection Le Guide du promeneur (une destination unique);
- Éditions du Plaisancier : consacré exclusivement à la navigation de plaisance, (une activité unique pour une clientèle très ciblée);
- Guides CitySpeaker : une collection de guides culturels et pratiques à télécharger sous la forme de fichiers audio, lisibles sur un baladeur numérique;
- Topoguides FFRP[11]: une collection complète de guides de randonnée pédestre, marche nordique, des chemins de grande randonnée(GR), de grande randonnée de pays (GR de Pays) et de promenade et de randonnée (PR);
- Topoguides IGN en accompagnement avec les cartes de randonnées;
- Topoguides Glénat: ouvrages de randonnées dans toute la France;
- Rando Éditions : spécialisé sur les ouvrages de randonnées dans les Pyrénées, (une destination unique et une activité unique);
- ou encore Solilang dont Repères de vie quotidienne proposent aux voyageur de faire des expériences de voyage, en partageant leur vie de tous les jours.

De plus, contrairement à d'autres domaines éditoriaux, les éditeurs provinciaux, parfois liés à des groupes de presse importants, ce qui favorise leur diffusion locale, sont très bien représentés (Ouest-France, Le Dauphiné libéré, Sud-Ouest, DNA , etc.). Dans plusieurs grandes villes de France, on observe également des éditions à courts où moyens tirages de dépliants touristiques thématiques. Ceux-ci proposent de découvrir de manière synthétique la ville qu'ils représentent.
Des topoguides "papier" ou et numériques sont édités par certaines fédérations sportives (cyclisme, cyclotourisme, montagne et escalade, randonnée équestre), collectivités locales (commune, communauté de communes, département, région) et des associations (office de tourisme, syndicat d'initiative, clubs).